# 茲維尼亞奇
49°7′35″N 25°40′54″E / 49.12639°N 25.68167°E

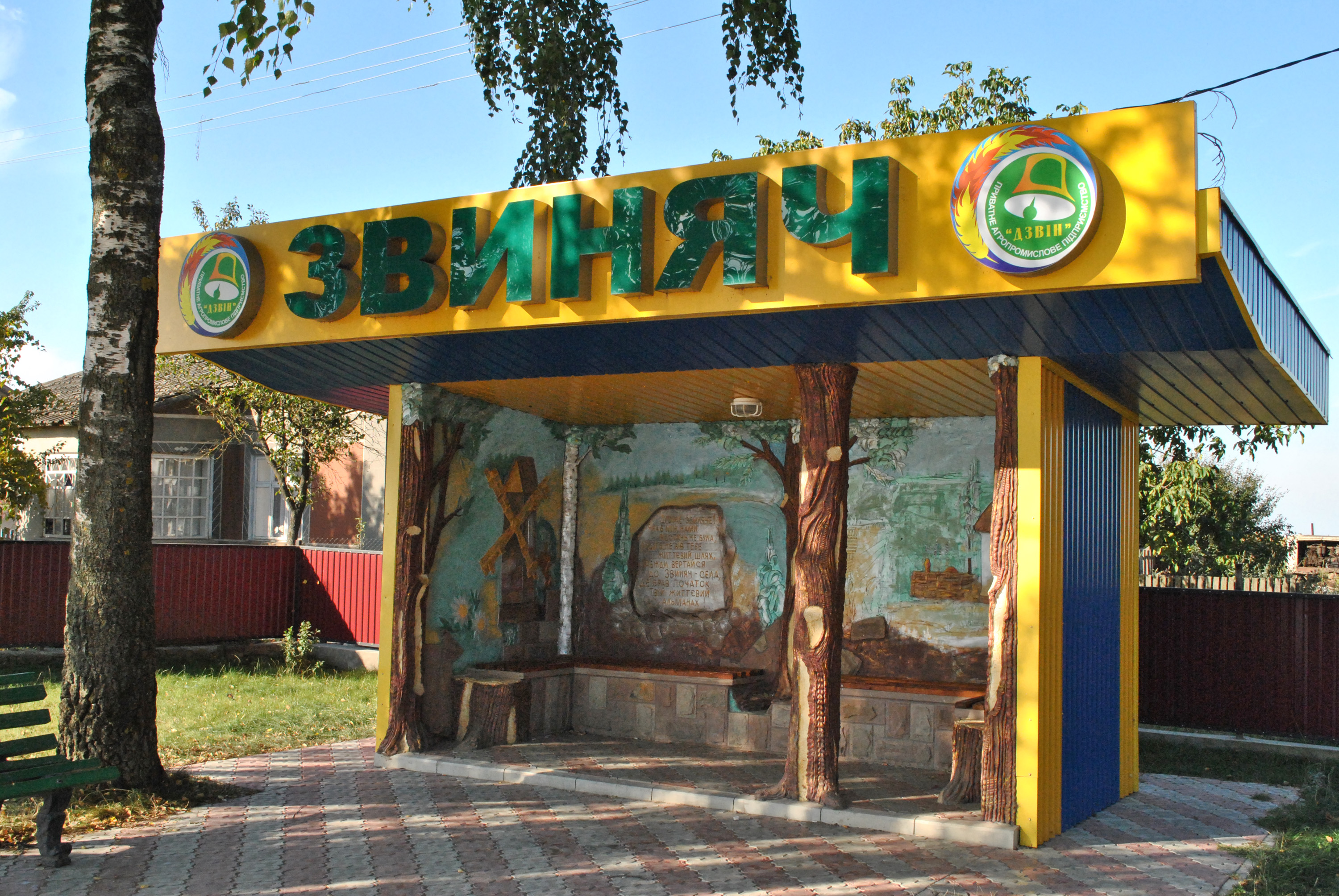

茲維尼亞奇（烏克蘭語：Звиняч），是烏克蘭的村落，位於該國西部捷爾諾波爾州，由喬爾特基夫區負責管轄，始建於1549年，面積4.42平方公里，2001年人口1,066，人口密度每平方公里241.2人。